# Édson Boaro
Édson Boaro (ur. 3 lutego 1959 roku w São José do Rio Pardo) – brazylijski piłkarz, obrońca. Grał na MŚ 1986. Występował w takich klubach jak: Ponte Preta (1978-1984), Corinthians Paulista (1984-1989), SE Palmeiras (1989-1992), Guarani FC (1992), Noroeste, Paysandu SC, Remo Pará (1993), Botafogo (1994-1995) i São José do Rio Pardo (1995-1998).